# Edmund Burke Wood
Pour les articles homonymes, voir Edmund Wood et Wood.
Edmund Burke Wood (13 février 1820-7 octobre 1882) est un homme politique canadien de l'Ontario. Il est député fédéral libéral de la circonscription ontarienne de Brant-Nord de 1867 à 1872 et de Durham-Ouest à partir d'une élection partielle en 1873 jusqu'en 1874.
Il est également député provinciale conservateur de la circonscription ontarienne de Brant-Sud de 1867 à 1873. Durant cette période, il occupe la fonction de Trésorier provincial, l'équivalent du ministre des Finances et le premier à cette fonction, de 1867 à 1871 dans le cabinet de John Sandfield Macdonald.

## Biographie
Né à Fort Érié dans le Haut-Canada, Wood devient juge en chef de la Cour suprême du Manitoba aux termes de sa carrière politique en 1874. Il demeure en poste jusqu'à son décès à Winnipeg en 1882.